# Молодіжна збірна Ізраїлю з хокею із шайбою
Молодіжна збірна Ізраїлю з хокею із шайбою  — національна молодіжна чоловіча збірна команда Ізраїлю, складена з гравців віком не більше 20 років, яка представляє країну на міжнародних змаганнях з хокею. Опікується збірною Федерація хокею Ізраїлю.

## Історія
Збірна Ізраїлю провела свою першу гру у 1997 році на чемпіонаті світу серед молодіжних команд, турнір відбувався в Софії, Болгарія. У першому матчі Ізраїль поступився Естонії 3:12, це найбільша поразка в історії збірної Ізраїлю. У групі D окрім збірної Ізраїлю та Естонії, виступали збірні ПАР та Югославії. У підсумку ізраїльтяни грали у матчі за п'яте місце проти збірної Болгарії, здобули перемогу 7:3, цей рахунок став найбільшої перемогою. Чемпіонат завершили на п'ятому місці. Той чемпіонат став єдиним у історії збірної до відновлення виступів в 2016 році.
19 січня 2016 року на турнірі третього дивізіону чемпіонату світу по хокею з шайбою серед молодіжних команд 2016 встановила новий рекорд перемігши збірну ПАР з рахунком 17:0.
На молодіжному чемпіонаті світу 2017 посіли п'яте місце (Дивізіон ІІІ). Посіли перше місце на чемпіонаті 2018 у третьому дивізіоні.

## Результати на чемпіонатах світу
- 1997 рік – Закінчили на 5-му місці (Група «D»)
- 2016 рік – Закінчили на 4-му місці (Дивізіон III)
- 2017 рік – Закінчили на 5-му місці (Дивізіон III)
- 2018 рік – Закінчили на -му місці (Дивізіон III)
- 2019 рік – Закінчили на 5-му місці (Дивізіон II Група «В»)
- 2020 рік – Закінчили на 6-му місці (Дивізіон II Група «В»)
- 2021 рік – Турніри дивізіонів I, II та III скасовано через пандемію COVID 19.
- 2022 рік – Закінчили на 4-му місці (Дивізіон III)
- 2023 рік – Закінчили на 2-му місці (Дивізіон III)
- 2024 рік – Закінчили на -му місці (Дивізіон III Група «А»)
- 2025 рік – Закінчили на 2-му місці (Дивізіон II Група «В»)